# Planétarium national de Malaisie
Le planétarium national de Malaisie, ou planétarium Negara, à Kuala Lumpur est situé au sommet d'une colline du Lake Gardens.
Reconnaissable à son impressionnant dôme bleu, il a été inauguré en 1994.